# Плеєшій-де-Жос
Плеєшій-де-Жос (рум. Plăieșii de Jos) — село у повіті Харгіта в Румунії. Адміністративний центр комуни Плеєшій-де-Жос.
Село розташоване на відстані 199 км на північ від Бухареста, 27 км на південний схід від М'єркуря-Чука, 74 км на північний схід від Брашова.

## Населення
За даними перепису населення 2002 року у селі проживали 447 осіб.
Національний склад населення села:
| Національність | Кількість осіб | Відсоток |
| -------------- | -------------- | -------- |
| угорці         | 412            | 92,2%    |
| румуни         | 35             | 7,8%     |

Рідною мовою назвали:
| Мова      | Кількість осіб | Відсоток |
| --------- | -------------- | -------- |
| угорська  | 431            | 96,4%    |
| румунська | 16             | 3,6%     |